# Colomys goslingi
Colomys goslingi is een knaagdier uit de muizen en ratten van de Oude Wereld dat voorkomt in Liberia en van Kameroen en Noordoost-Angola tot Zuid-Soedan en West-Kenia. De soort leeft in moerassen en bij bosriviertjes. Het is de enige soort van het geslacht Colomys. De endemische Ethiopische soort Nilopegamys plumbeus wordt soms als een synoniem van C. goslingi gezien. Waarschijnlijk zijn er meerdere soorten binnen wat nu beschouwd wordt als C. goslingi. Dit geslacht is, naast N. plumbeus, die mogelijk slechts een soort van Colomys is, waarschijnlijk het nauwste verwant aan Zelotomys; deze twee geslachten zijn dan weer verwant aan Myomyscus verreauxii en andere soorten uit de Stenocephalemys-divisie (geslachten Heimyscus, Hylomyscus, Mastomys, Myomyscus, Praomys en Stenocephalemys).
De rug is bruin, de buik wit. Naar achteren toe wordt de vacht donkerder. De lange staart is geschubd en vrijwel onbehaard. De ledematen zijn lang. De neus is wat opgezwollen. De vacht is dicht en fluweelachtig. De kop-romplengte bedraagt 11 tot 14 cm, de staartlengte 13 tot 19 cm, het gewicht 50 tot 75 gram.
Dit dier is 's nachts actief; overdag slaapt hij in zelf aangelegde holen aan de oever. Het dier zoekt voedsel in rustig water. Het waadt erdoorheen en speurt met zijn snorharen naar wormen, waterinsecten, slakken en kreeften. Soms eet het ook delen van planten. Hoewel het goed kan zwemmen, doet het dier dat meestal alleen als het op de vlucht is of moet verhuizen.